# Парламент Науру

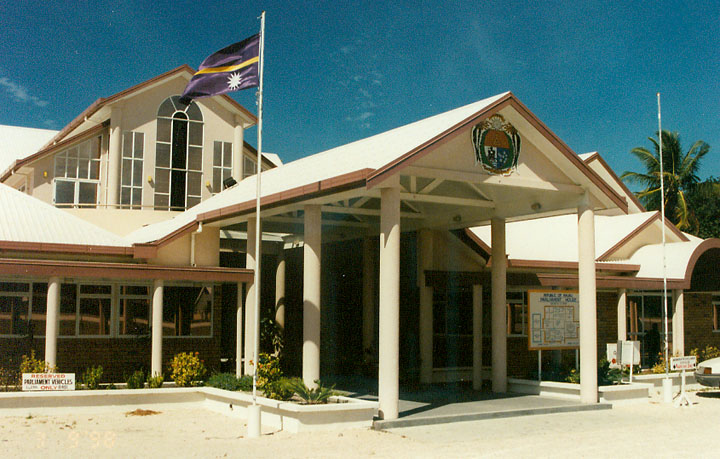
Здание парламента Науру

Парламент Науру (наур. Naoero parliament, англ. Parliament of Nauru) — законодательный орган Республики Науру. Официальное название было изменено с «Законодательного Собрания» на «Парламент» 17 мая 1968 года внесением поправки в Конституцию страны.
Парламент из своего состава избирает президента страны, который одновременно становится премьер-министром и, как правило, министром иностранных дел, при этом оставаясь депутатом парламента. Другие депутаты также могут входить в состав правительства (за исключением спикера).
В 2008 году действующий президент Маркус Стивен распустил парламент по причине парламентского кризиса, были назначены внеочередные парламентские выборы. В парламент вошли 12 сторонников президента и 6 сторонников оппозиции. Спикером избран Риддел Акуа, сменивший на этом посту оппозиционера Дэвида Аданга.
Роспуск Парламента возможен только после объявления чрезвычайного положения.

## Структура
Парламент Науру является однопалатным и состоит из 19 депутатов, избираемых на три года. Депутатом Парламента может быть лицо, достигшее 20 лет. Депутаты избираются по многомандатным округам (всего 8 округов) — от каждого округа выбирается по 2 депутата, кроме округа Убенид, от которого избирается 4 депутата. При выборах применяется метод Борда (избиратели ранжируют кандидатов в зависимости от предпочтения и побеждают кандидаты, набравшие меньше всего баллов).